# Leo Singer
Leopold von Singer (n.  ?) a fost un manager american de origine austriacă al unei trupe de divertisment numită Singer's Midgets, un grup popular de vodevil din prima jumătate a secolului al XX-lea. Acesta a fost însărcinat cu castingul mai multor actori din celebrul film Vrăjitorul din Oz (1939).
Singer s-a născut într-o familie cunoscută din Viena, Austria. Se pare că a fost inspirat să înființeze Singer's Midgets în 1912 sau 1913, după ce acesta și fiica sa, Trudy, au participat la un spectacol organizat de un grup de cascadori-pitici în Parcul Prater din Viena.

## The Singer Midgets

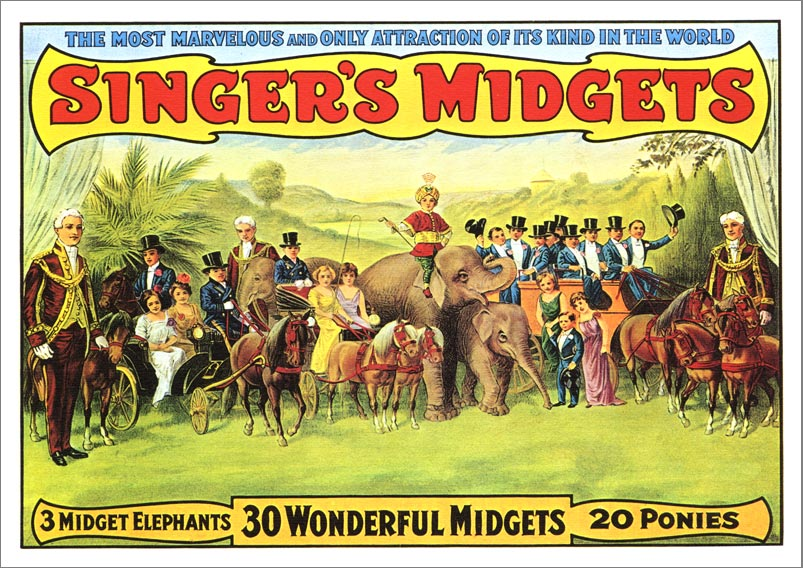
Afiș cu „The Singer Midgets” (circa 1915)

Leopold Singer și soția sa, Walberga, au recrutat pitici⁠(d) pentru propria sa trupă - intitulată The Singer Midgets - și au început să construiască Liliputstadt, un „oraș al piticilor” în parcul de distracții „Veneția în Viena”, loc în care urmau să organizeze spectacole. Singer a căutat în principal persoane cu nanism ale căror construcție corporală le permitea să se miște și să danseze cu ușurință.
Liliputstadt a fost un succes major, iar Singer a început să organizeze turnee cu artiștii săi în toată Europa și, în acest proces, a recrutat noi membri. După izbucnirea Primului Război Mondial, trupa a călătorit în Statele Unite și a rămas acolo până la desființarea grupului. Acolo au participat la spectacole în teatrele de vodevil. Deoarece era austriac, FBI l-a investigat pe Singer în timpul Primului Război Mondial. În cele din urmă, agenții au căzut de acord cu privire la faptul că acuzațiile aduse lui Singer au fost motivate de „gelozie profesională”. În anii 1930, unii artiști din cadrul Singer's Midgets au început să apară în filme precum Tarzan the Ape Man (1932), They Gave Him a Gun⁠(d) (1937), Block-Heads⁠(d) (1938) și The Terror of Tiny Town⁠(d) (1938). Tot în 1938, Singer a semnat un contract cu Metro-Goldwyn-Mayer prin care 124 de artiști primeau rolurile personajelor Munchkins⁠(d) în Vrăjitorul din Oz (1939). Acesta a călătorit prin Statele Unite pentru a recruta alți artiști de mică statură.
Cu toate acestea, Singer a fost o personalitate controversată. Actorul Billy Curtis⁠(d) a remarcat la un moment dat că Singer „obișnuia să-și înșele artiștii-pitici”. În timpul filmărilor pentru Vrăjitorul din Oz, Singer a păstrat jumătate din salariul săptămânal al artiștilor săi. Cu toate acestea, membrii trupei sale au avut doar opinii favorabile despre acesta. Nita Krebs a susținut că „și-a tratat întotdeauna bine oamenii”, iar Grace Williams a declarat că „a avut tutori privați care să-i educe. I-a tratat bine și i-a cazat în apartamente frumoase de hotel”. Fern Formica menționa că „era ca un tată. Era un om bun.” O parte din artiștii grupului îl alintau pe manager cu termenul „Papa”.
Singer Midgets s-a desființat la mijlocul anilor 1940, membrii săi fie s-au întors acasă în Europa, fie s-au alăturat circului Ringling Bros. and Barnum & Bailey Circus⁠(d).

## Moartea
Singer s-a pensionat în New York la mijlocul anilor 1940. A murit acolo la 5 martie 1951. Este înmormântat în cimitirul Kensico⁠(d).